# Meteorite ferroso

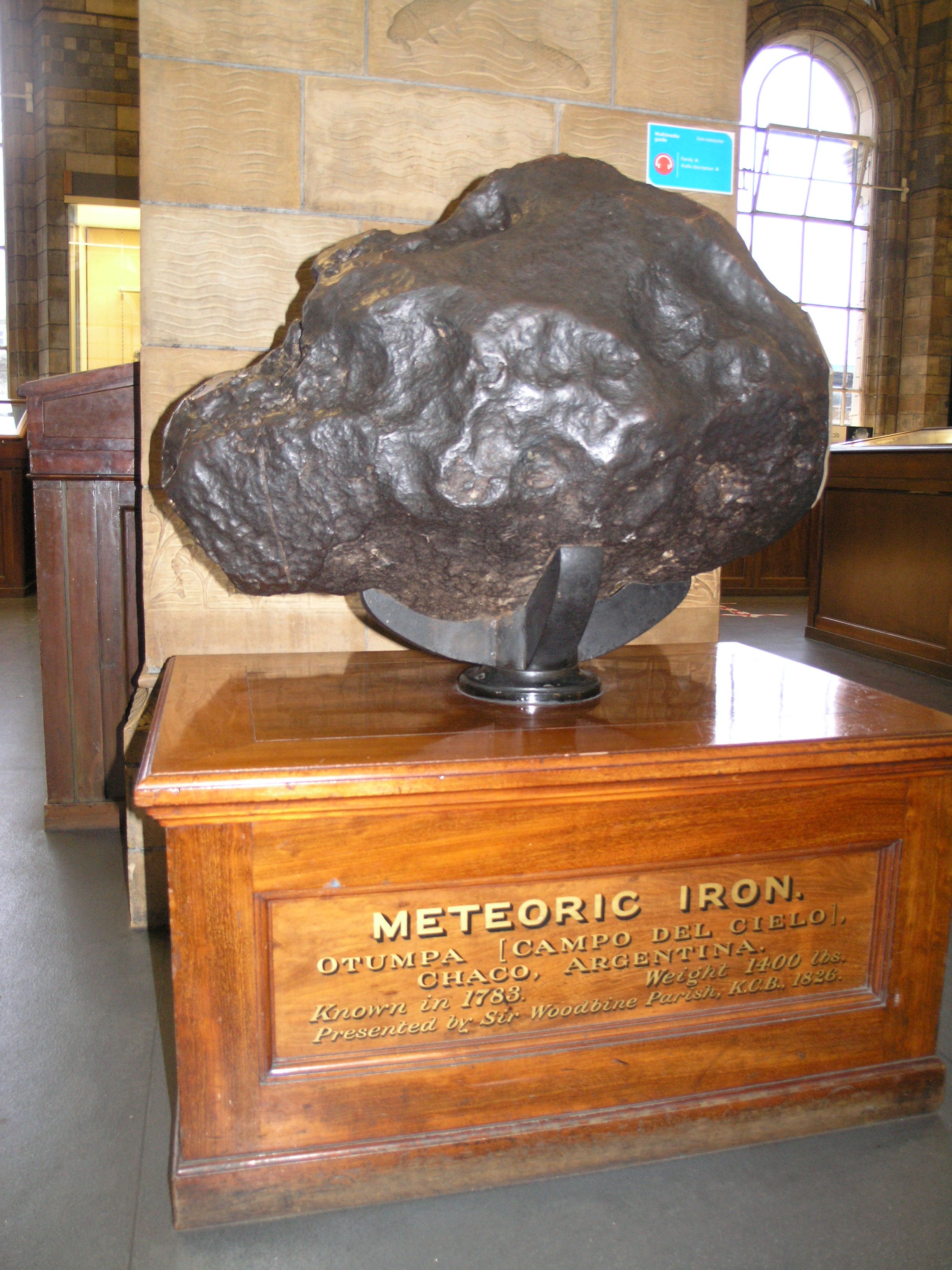
Meteorite ferroso Campo del Cielo del peso di 635 kg circa o 1400 libbre esposto al National History Museum di Londra. Ritrovato nel 1783 a Chaco in Argentina.

Un meteorite ferroso, detto anche siderite o ferro meteorico nella classificazione tradizionale, è un tipo di meteorite composto prevalentemente da una lega di ferro e nichel. Il metallo proveniente da queste meteoriti, detto ferro meteoritico, è stato la prima fonte di ferro utilizzabile per l'uomo.
Nonostante siano relativamente rare rispetto alle meteoriti rocciose, solo il 5,7% delle cadute meteoritiche osservate, sono state storicamente sovrarappresentate nelle collezioni di meteoriti.
Ciò è dovuto a diversi fattori:
- Le meteoriti ferrose sono facilmente riconoscibili come qualcosa di inusuale anche agli occhi di una persona non esperta.
- Sono molto più resistenti alla normale degradazione causata dagli elementi.
- È molto più facile che sopravvivano all'ablazione atmosferica e di conseguenza è più facile trovare frammenti di grosse dimensioni.

In effetti le meteoriti ferrose rappresentano circa il 90% della massa totale di tutte le meteoriti conosciute (circa 500 tonnellate) e tutte le singole meteoriti più grandi ritrovate sono ferrose.

## Origine
Le meteoriti ferrose sono collegate agli asteroidi di tipo M dato che entrambi mostrano spettri con caratteristiche simili nelle regioni del visibile e dell'infrarosso vicino. Si ipotizza che le meteoriti ferrose siano frammenti del nucleo di antichi asteroidi, più grandi e differenziati, frantumati da impatti cosmici. Il calore rilasciato dal decadimento radioattivo dei nuclidi a breve vita 26Al e 60Fe è considerato una causa plausibile per la fusione e la differenziazione di questi corpi progenitori agli albori del Sistema Solare.
Le meteoriti ferrose appartenenti alla classe chimica IIE potrebbero essere invece una significativa eccezione dato che la loro possibile origine è stata individuata nella crosta dell'asteroide di tipo S Hebe.

## Composizione
Questi meteoriti sono costituiti quasi interamente da due leghe di ferro e nichel: la camacite e la taenite. Minerali minori, quando presenti, sono noduli tondeggianti di troilite o grafite, contornati da schreibersite e cohenite.
La schreibersite e la troilite possono presentarsi anche come inclusioni planari che appaiono sulla superficie tagliata come lamellae lunghe qualche cm e larghe qualche millimetro. I piani di troilite sono chiamati lamellae Reichenbach.
La composizione chimica è dominata da ferro e dal nichel, sempre presenti. Insieme al cobalto questi tre elementi da soli rappresentano più del 95% della massa presente. La concentrazione del nichel è quasi sempre superiore al 5% e può arrivare fino al 25%.
La significativa presenza di nichel può essere utilizzata sul campo per una rapida distinzione dei ferri meteoritici da altri prodotti artificiali che di solito contengono una percentuale di nichel inferiore. La presenza di un'alta percentuale di nichel da sola non è comunque un indicatore sufficiente per affermare l'origine meteoritica del materiale.

## Classificazione
Per le meteoriti ferrose sono utilizziati due tipi di classificazione: quella classica strutturale e quella più moderna di tipo chimico.

### Classificazione strutturale

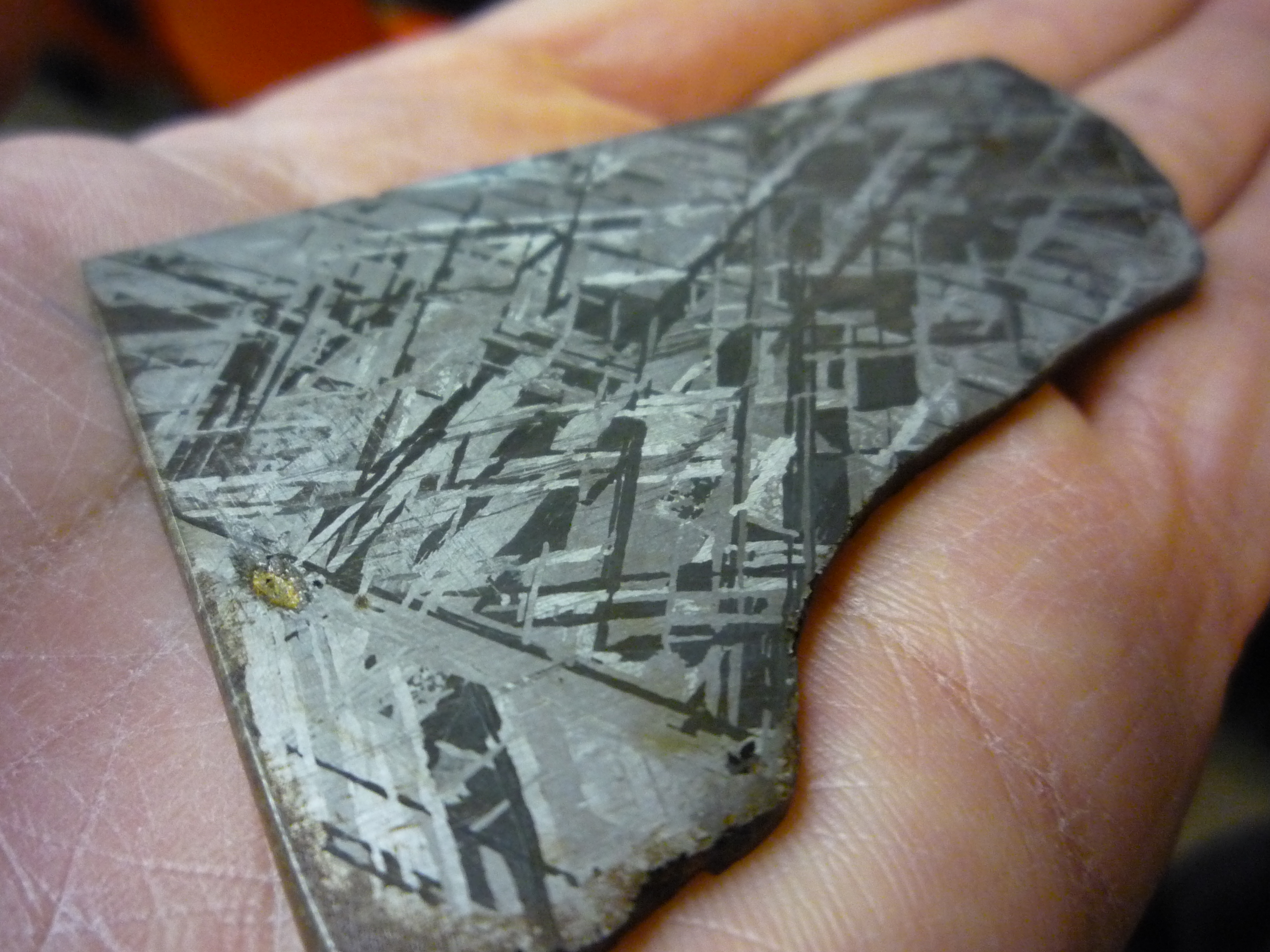
Una fetta di meteorite ferrosa lucidata e incisa con acido mostra le caratteristiche figure di Widmanstätten.

La classificazione strutturale è basata sulla presenza o l'assenza delle figure di Widmanstätten che può essere verificata osservando una faccia del meteorite tagliata, lucidata ed incisa con l'acido. Ciò è connesso con il rapporto tra il contenuto di ferro e quello di nichel. La relativa facilità di questa analisi spiega il motivo per cui fu la classificazione strutturale ad affermarsi per prima. Le categorie sono:
- Esaedriti: basso contenuto di nickel, nessuna figura di Widmanstätten, a volte sono presenti le linee di Neumann
- Ottaedriti: contenuto nickel da medio ad alto, figure di Widmanstätten, la classe più comune. Le ottaedriti si suddividono a loro volta in base alla dimensione delle lamellae.[8]
  - ottaedriti molto grezze (Ogg): lamellae > 3,3 mm
  - ottaedriti grezze (Og): lamellae 1,3-3,3 mm
  - ottaedriti medie (Om): lamellae 0,5-1,3 mm
  - ottaedriti fini (Of): lamellae 0,2-0,5 mm
  - ottaedriti molto fini (Off): lamellae < 0,2 mm
  - ottaedriti plessitiche (Opl): una struttura di transizione tra le ottaedriti e le atassiti[9]
- Atassiti: alto contenuto di nichel, nessuna figura di Widmanstätten

### Classificazione chimica

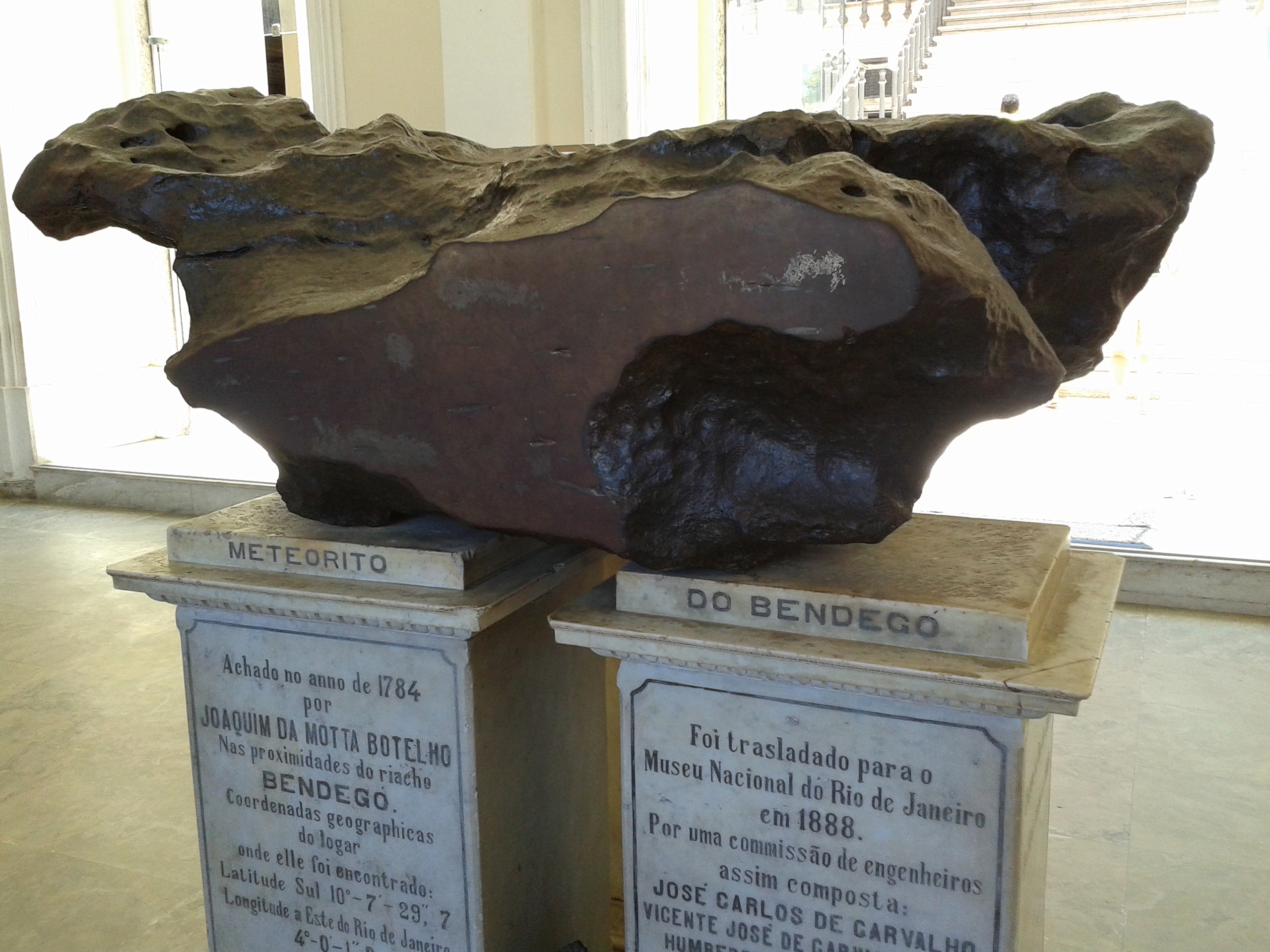
Bendegó: un meteorite di classe IC.

Una nuova classificazione di tipo chimico, basata sulle proporzioni degli elementi in tracce come gallio, germanio e iridio, divide le meteoriti ferrose in classi che corrispondono a distinti asteroidi progenitori:
- IA: ottaedriti medie e grezze, 6,4-8,7% Ni, 55-100 ppm Ga, 190-520 ppm Ge, 0,6-5,5 ppm Ir, Ge-Ni correlazione negativa;
- IB: atassiti e ottaedriti medie, 8,7-25% Ni, 11-55 ppm Ga, 25-190 ppm Ge, 0,3-2 ppm Ir, Ge-Ni correlazione negativa;
- IC:
- IIA: esaedriti, 5,3-5,7% Ni, 57-62 ppm Ga, 170-185 ppm Ge, 2-60ppm Ir.
- IIB: ottaedriti molto grezze, 5,7-6,4% Ni, 446-59 pm Ga, 107-183 ppm Ge, 0,01-0,5 ppm Ir, Ge-Ni correlazione negativa;
- IIC: ottaedriti plessitiche, 9,3-11,5% Ni, 37-39 ppm Ga, 88-114 ppm Ge, 4-11 ppm Ir, Ge-Ni correlazione positiva;
- IID: ottaedriti fini o medie, 9,8-11,3%Ni, 70-83 ppm Ga, 82-98 ppm Ge, 3,5-18 ppm Ir, Ge-Ni correlazione positiva;
- IIE: ottaedriti di finezza variabile, 7,5-9,7% Ni, 21-28 ppm Ga, 60-75 ppm Ge, 1-8 ppm Ir, Ge-Ni correlazione assente;
- IIG:
- IIF:
- IIIAB: ottaedriti medie, 7,1-10,5% Ni, 16-23 ppm Ga, 27-47 ppm Ge, 0,01-19 ppm Ir
- IIICD: atassiti e ottaedriti fini, 10-23% Ni, 1,5-27 ppm Ga, 1,4-70 ppm Ge, 0,02-0,55 ppm Ir
- IIIE: ottaedriti grezze, 8,2-9,0% Ni, 17-19 ppm Ga, 3-37 ppm Ge, 0,05-6 ppm Ir, Ge-Ni correlazione assente;
- IIIF: ottaedriti medie e grezze, 6,8-7,8% Ni, 6,3-7,2 ppm Ga, 0,7-1,1 ppm Ge, 1,3-7,9 ppm Ir, Ge-Ni correlazione assente;
- IVA: ottaedrtiti fini, 7,4-9,4% Ni, 1,6-2,4 ppm Ga, 0,09-0,14 ppm Ge, 0,4-4 ppm Ir, Ge-Ni correlazione positiva;
- IVB: atassiti, 16-26% Ni, 0,17-0,27 ppm Ga, 0,03-0,07 ppm Ge, 13-38 ppm Ir, Ge-Ni correlazione positiva;
- Anomali (ungrouped). Si tratta di un gruppo abbastanza numeroso (circa il 15% del totale), composto da oltre 100 meteoriti che non ricadono in nessuna delle classi menzionate e provengono da circa 50 corpi progenitori distinti.

## Uso
Il ferro meteoritico, come viene spesso chiamata questa lega metallica ferro-nichel di origine extraterrestre, fu usata da diverse culture per la realizzazione di armi e strumenti. Ad esempio gli Inuit usarono frammenti del meteorite Cape York.
I primi a scoprire i frammenti del meteorite Gibeon furono le popolazioni del Kalahari (soprattutto i Nama), che li usarono per costruire punte di lance e altri utensili in ferro.
Ci sono anche segnalazioni dell'uso di ferro meteoritico per la realizzazione di oggetti vari in Tibet (i thokcha).
Al giorno d'oggi il ferro meteoritico è usato principalmente per scopi di ricerca, divulgazione (es. musei) o collezionismo.
È anche utilizzato marginalmente per lavorazioni di gioielleria di nicchia (orologi e anelli) e lame di coltelli.